# Верхняя Добринка (Жирновский район)

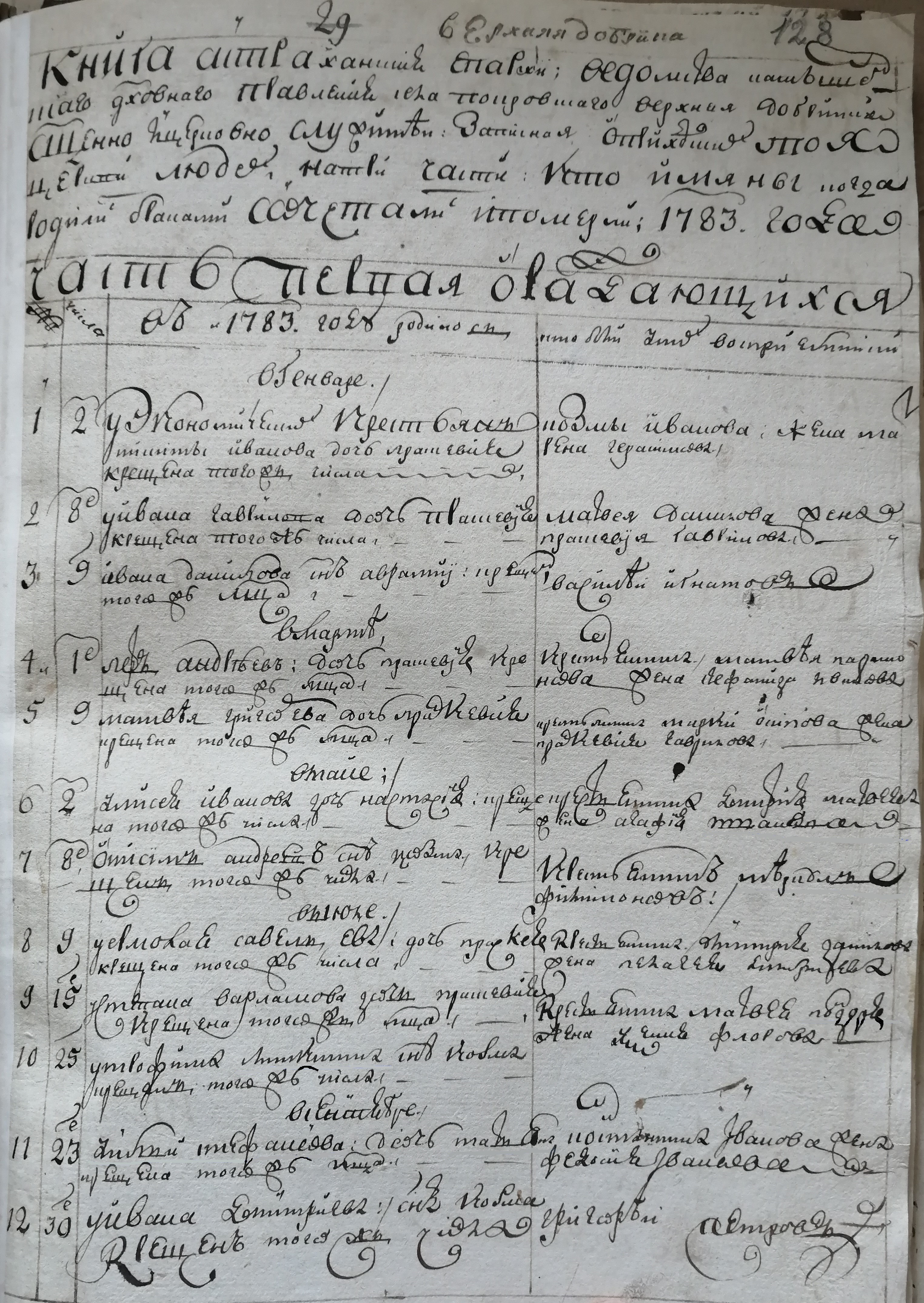
Первая страница метрической книги Покровской церкви села Верхняя Добринка за 1783 год

Верхняя Добринка — село Жирновского района Волгоградской области России. Административный центр Верхнедобринского сельского поселения.
Население - 716 (2010)
Верхняя Добринка находится в 64 км от районного центра. Село расположено на отрогах Доно-Медведицкой гряды на юго-востоке Жирновского района, у истока реки Добринки, левого притока реки Медведицы.
Следует отличать это село от села Верхняя Добринка Камышинского района Волгоградской области (ранее - немецкая колония Dreispitz).

## История

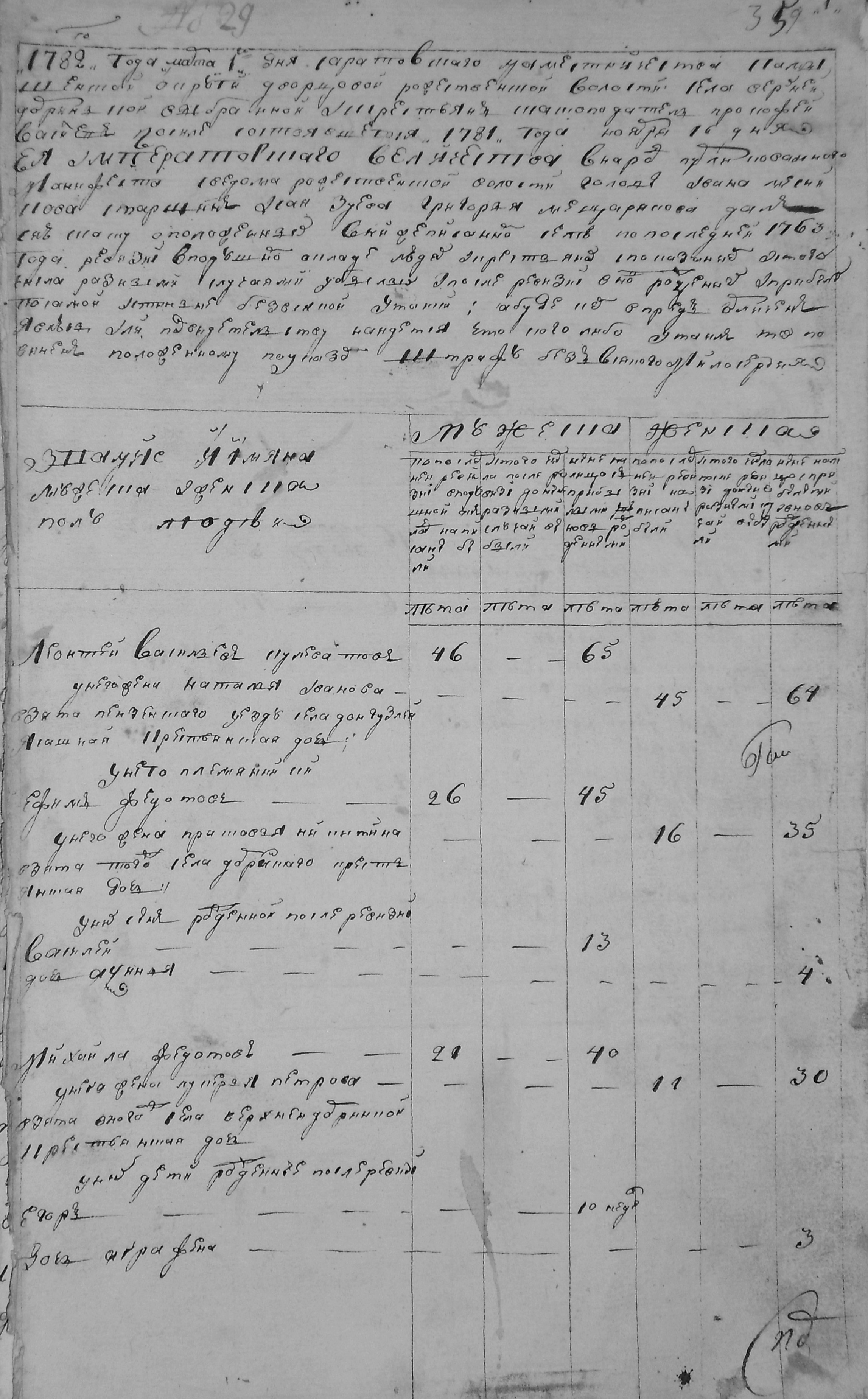
Первая страница ревизской сказки села Верхняя Добринка, составленная 1 марта 1782 г.

Основано на месте татарского поселения. Согласно Историко-географическому словарю Саратовской губернии, составленному в 1898-1902 годах, по рассказам старожилов в старину Верхняя Добринка состояла из трёх поселений.
Заселение территории, ставшей в последующем селом Верхняя Добринка, шло в основном в 20-40-х годах 18 века дворцовыми крестьянами Пензенского, Краснослободского, Арзамасского, Симбирского и других уездов. Большинство семей села Верхняя Добринка можно найти среди прочих семей дворцовых крестьян Золотовской волости, в которую входила эта территория по состоянию на 2 ревизию (1746 г.) и 3 ревизию (1762 г.).
В Переписной книге дворцовых волостей Казанской губернии 1765 года село упоминается, как село Добринское с деревянной церковью во имя Покрова Пресвятой Богородицы.
На карте Астраханской губернии, сочиненной по приказу астраханского губернатора Никиты Афанасьевича Бекетова в 1766 г., село обозначено, как Верхнее Добринское.
Первое письменное упоминание села в ревизской сказке можно найти в ревизии за 1782 год, хранящейся в Государственном архиве Саратовской области. Село значится в Саратовском наместничестве Камышинской округе дворцовой Рожественской волости. По данным переписи в селе в подушном окладе писаны были на 1763 год - 331 мужчина и 268 женщин, на 1782 год - 438 мужчин и 403 женщины. Сверх того на 1782 год в селе Верхняя Добринка проживало 28 мужчин и 14 женщин - приписанных арзамасских дворцовых сел крестьян.
По данным метрической книги 1783 г. из фондов ГАСО крестьяне Верхней Добринки значатся как экономические, а само село называется Покровское (Верхняя Добринка тож). Аналогичным образом оно называется в метрических книгах 1784, 1788 и 1793 гг.
5 апреля 1797 года Именным указом Императора Павла Первого село Верхняя Добринка с 649 душами было пожаловано действительному тайному советнику Аполлону Андреевичу Волкову (1739-1806). И впоследствии принадлежало его жене Маргарите Александровне (1762-1820) и сыну Николаю Аполлоновичу (1795-1858).
6 августа 1812 г. в с. Верхняя Добринка Камышинского уезда Саратовской губернии произошло открытое выступление крестьян, связанное с распоряжением правительства от 12 марта о составлении сверх обычных ревизских сказок особых посемейных списков с обозначением в них крестьян обоего пола. Крестьяне подумали, что это распоряжение дает им «вольность быть барскими или нет», и единогласно решили, что они стали вольными. Крестьяне сменили старосту и старшину, которые поспешили уехать из имения ночью вместе с бурмистром, и пытались склонить к совместному выступлению крестьян с. Грязнуха, для чего послали к ним «человек до 20-ти». Однако те сказали, что «они бунтовать против госпожи своей (М.А. Волковой) никогда и не помышляли и не думали». Эти волнения в имении Волковой продолжались целую неделю.
Еще одно серьезное выступление состоялось в 1836 г. О чем Саратовским губернским правлением было заведено Дело о неповиновении 890 крепостных крестьян с. Верхней Добринки Камышинского уезда помещику Волкову (16.11.1836-15.07.1838).
19 марта 1840 г. гвардии полковник и кавалер Николай Аполлонов сын Волков продал надворному советнику и кавалеру Петру Федорову сыну Полякову и наследникам его с позволения Императорского воспитательного дома Московского опекунского совета заложенное сохранной казне 17.12.1836 г. обязательства, данные Н.А. Волковым на 37 лет. Таким образом, вместе с купленным долгом к Поляковым перешло имение Н.А. Волкова в селе Верхняя Добринка с 1215 ревизскими душами мужского пола крестьян, заложенными в Опекунский совет, да свободными от залога двумя, а всего ревизских мужского пола 1217 душ с их женами, вдовами и рожденными от них после восьмой ревизии (1835 г.) обоего пола детьми, внучатами и приемышами и со всеми их семействами, с неданными рекрутами, сосланными на поселение и с бежавшими из оного села, если такое окажутся обоего пола душами.
В последующие годы село принадлежало Поляковым:
- Петру Федоровичу (ум. в 1846 г.) и его жене Елизавете Ивановне,
а затем и их детям:
- Николаю Петровичу (1843 г.р.),
- Павлу Петровичу (1844 г.р.), 
- Марии Петровне (?), 
- Елизавете Петровне (1845 г.р.), в замужестве Павловой.
Согласно Историко-географическому словарю Саратовской губернии, составленному в 1898-1902 годах, Верхняя Добринка являлась волостным селом Верхне-Добринской волости Камышинского уезда Саратовской губернии. Населено крестьянами-великороссами, бывшими крепостными господина Полякова. Год основания неизвестен. В конце XIX века земельный надел составлял 7213,5 десятин удобной и 1623,5 десятин неудобной земли, кроме того во владении крестьян находилось 900 десятин земли, купленной в 1819 году.
В 1857 году освящена новая церковь Покрова Богородицы с приделом Петра Митрополита. 
Согласно Росписи городских и сельских приходов, церквей и причтов Саратовской епархии от 1873 г., штат церкви насчитывал: 1 настоятеля и 2 псаломщиков. 
1 декабря 1899 года «Саратовские епархиальные ведомости» писали в № 23: "Протоиерей города Кронштадта Иоанн Сергиев (прим. - буд. святой Иоанн Кронштадский) пожертвовал 100 руб. в церковь села Верхней Добринки Камышинского уезда на покупку чугунной печи для алтаря".
В 1892 году Верхней Добринке был открыт приемный покой для больных. В селе имелись также квартира полицейского урядника, земский врач, фельдшер и акушерка, 2 школы (земская с 1870-х гг. и школа грамотности), почтовая и земская ямская станция с 6 лошадьми. По субботам проводились базары на базарной площади села, где зимой собиралось до 100 подвод.
В 1918 году Камышинский уездный комитет направил в Верхнюю Добринку Михаила Федоровича Мухина для создания партийной ячейки. Первыми ее членами были: Михаил Федорович Мухин, Василий Михайлович Рыков и Петр Семенович Маринин. Ячейка организовала в селе первый отряд Красной гвардии для борьбы с бандитизмом. К осени 1918 года в селе был создан Совет крестьянских депутатов, председателем которого был выбран Филипп Хрисанфович Салтаев.
В 1919 году войска А.И. Деникина двинулись на Царицын (ныне - Волгоград). 10-я армия РККА, осуществлявшая его оборону, стала отходить к Саратову, чтобы занять оборону по линии: Медведицкое - Верхняя Добринка - Каменка - Красный Яр. Конный корпус 10-й армии под командованием С.М. Буденного получил приказ прикрывать ее отход. В этот период штаб корпуса находился в селе Верхняя Добринка. Сейчас в этом здании находится отделение почты и висит мемориальная доска.
С 1928 года - центр Верхне-Добринского сельсовета Красноярского района Камышинского округа (округ упразднён в 1930 году) Нижне-Волжского края.
С 1935 года в составе Неткачевского района Сталинградского края (с 1936 года - Сталинградской области). После упразднения Неткачевского района передано в состав Красноярского района.
В 1963 году в связи с упразднением Красноярского района передано в состав Жирновского района

## Население
Динамика численности населения
| 1862 | 1886 | 1894 | 1897 | 1911 | 1987 | 2002 |
| ---- | ---- | ---- | ---- | ---- | ---- | ---- |
| 3402 | 3935 | 3906 | 4019 | 4286 | ≈930 | 840  |

| 2010 |
| ---- |
| 716  |

## Известные жители
В селе родились:
- Николай Петрович Поляков (12(24).01.1843-10(23).03.1905), российский издатель и просветитель, который первым в России перевел и издал "Капитал" Карла Маркса в 1872-1873 гг..
- Участники Великой Отечественной войны, Герои Советского Союза: Фёдор Алексеевич Надеждин (1917-1943) и Григорий Иванович Тарасов (1913-1993).